# Gerd Bonk
Gerd Bonk (n. 26 august 1951, Limbach, Saxonia, Germania – d. 20 octombrie 2014, Greiz, Turingia, Germania) a fost un halterofil ce a reprezentat Republica Democrată Germană, medaliat olimpic. A participat la două ediții ale Jocurilor Olimpice (1972, 1976) în care a câștigat o medalie de argint și o medalie de bronz.